# Воздвиженка (Кулундинський район)
Воздви́женка (рос. Воздвиженка) — село у складі Кулундинського району Алтайського краю, Росія. Адміністративний центр Воздвиженської сільської ради.

## Населення
Населення — 264 особи (2010; 352 у 2002).
Національний склад (станом на 2002 рік):
- росіяни — 78 %